# 澳洲中文报业
澳洲中文报业集团创立于1986年，旗下有《澳洲日报》、《墨尔本日报》、《昆士兰日报》、《澳周刊》、华声地产、澳华地产、昆士兰地产、1688澳洲新闻网（澳洲新闻网）等， 是澳大利亚历史最长、影响力最大的中文媒体之一 。